# Champion malgré lui
Champion malgré lui è un cortometraggio muto del 1907. Il nome del regista non viene riportato nei credit.

## Trama
Un tipo atletico esce di casa per andare allo stagno, portandosi dietro il cane. Quando è in acqua, però, il cane prende il fagotto dei vestiti ed entra in acqua, bagnandoli tutti. Il padrone si arrabbia, ma poi cerca di risolvere la situazione mettendo gli abiti ad asciugare sull'erba, dove, ben presto, si addormenta. Un vagabondo, approfittando del suo sonno, gli ruba i vestiti e lui, al risveglio, si ritrova praticamente in mutande. Proprio in quel momento fa sosta lì vicino un ciclista che partecipa a una gara. La sua tenuta è abbastanza simile a quella del derubato che, a sua volta, gli sottrae la bici e si mette a pedalare in fuga. Sulla strada, viene scambiato per il corridore numero 35, e un team di allenatori lo cura, lo assiste, lo rinfresca. Lui, da buon atleta, si mette in testa alla corsa, giungendo per primo sul traguardo. Accolto come un trionfatore, gli viene assegnata la coppa del vincitore quando i festeggiamenti vengono interrotti dall'arrivo del vero numero 35 che, smascherando l'impostore, provoca l'ira della folla.

## Produzione
Il film fu prodotto dalla Pathé Frères.

## Distribuzione
Distribuito dalla Pathé Frères, il film - un cortometraggio di 135 metri - uscì nelle sale francesi nel 1907. La Pathé lo distribuì anche negli Stati Uniti, dove venne importato e presentato il 14 dicembre 1907 con il titolo inglese A Champion After All